# Préfecture d'Ardal
La préfecture d'Ardal (en persan: شهرستان اردل, shahrestān-e Ardal) est l'une des dix préfectures (shahrestān) de la province de Chahar Mahaal et Bakhtiari (Iran). La préfecture d'Ardal comptait 60526 habitants lors du recensement de 2006.

## Géographie
La préfecture de Kuhrang est située à l'ouest de la province de Chahar Mahaal et Bakhtiari. Elle est divisée en deux districts (bakhsh) : le district central et le district de Miankuh. Son chef-lieu est la ville d'Ardal et compte trois autres villes : Dashtak, Kaj et Sarkhun. 